# Raúl Jardiel
Raúl Jardiel Dobato (Zaragoza, España, 29 de abril de 1982), más conocido como Raúl Jardiel, es entrenador del Club Deportivo Arenteiro de la Primera Federación de España.

## Trayectoria
Licenciado en Ciencias de la Actividad Física y el Deporte, Raúl Jardiel iniciaría su etapa como entrenador en la Ciudad Deportiva del Real Zaragoza, donde desarrolló su labor durante nueve temporadas. Primero fue entrenador del fútbol base de la entidad zaragocista y más tarde, en 2014, se convertiría segundo entrenador del Deportivo Aragón, a las órdenes de César Láinez. Desempeñaría el puesto de entrenador adjunto del filial blanquillo hasta 2018, con un impás en el primer equipo, en Segunda división. El 19 de marzo de 2017, se convierte en segundo entrenador del Real Zaragoza, formando parte del cuerpo técnico de César Láinez, que tras la destitución de Raúl Agné, lograrían salvarlo del descenso de categoría.
En enero de 2019, firma como segundo entrenador de César Láinez en la Unión Balompédica Conquense de la Segunda División B de España, al que no lograrían salvar del descenso a Tercera División de España.
En verano de 2019, firma como entrenador del Club Deportivo Brea de la Tercera División de España, donde realiza dos temporadas históricas. En su primera temporada, el equipo se clasifica para disputar, por primera vez en su historia, el playoff de ascenso a Segunda división B, perdiendo en la final ante la SD Tarazona. En la temporada siguiente, la 2020-21, lograría ascender, de forma directa, al Club Deportivo Brea a la Segunda División RFEF.
El 28 de mayo de 2021, firma como entrenador del CD Ebro de la Segunda División RFEF. En la temporada 2021-22, lograría enfrentarse al RC Celta de Vigo en la Copa del Rey, tras superar tres eliminatorias de Copa Federación, ante UE Lleida, CD Izarra y Hercules CF, respectivamente. En liga termina con un octavo puesto, siendo uno de los mejores equipos de la competición en la segunda vuelta y llegando a la última jornada con opciones de clasificación para el Playoff de ascenso a Primera División RFEF.
El 29 de noviembre de 2022, tras una mala racha de resultados, llega a un acuerdo con el CD Ebro para separar sus caminos.
El 21 de noviembre de 2023, firma por el Club Deportivo Teruel de la Primera Federación de España. Llega al club en la jornada 14, momento en que el equipo es colista sin haber conseguido ninguna victoria. Consigue una segunda vuelta de números próximos a puestos de playoff, y el equipo llega con opciones de salvación a las dos últimas jornadas. A pesar de estos buenos resultados, el C.D. Teruel no consigue salvar la categoría.
El 24 de junio de 2024 se hace oficial su fichaje por el Club Deportivo Arenteiro, de la Primera Federación de España.

## Equipos
| Club                        | País   | Año             |
| --------------------------- | ------ | --------------- |
| Real Zaragoza (inferiores)  | España | 2009-2014       |
| Real Zaragoza "B" (adjunto) | España | 2014-2018       |
| U. B. Conquense (adjunto)   | España | 2019            |
| C. D. Brea                  | España | 2019-2021       |
| C. D. Ebro                  | España | 2021-2022       |
| C. D. Teruel                | España | 2023-2024       |
| C. D. Arenteiro             | España | 2024-actualidad |